# Vilém Závada
Vilém Závada (22. května 1905 Hrabová, nyní součást Ostravy – 30. listopadu 1982 Praha) byl moravský básník, spisovatel a překladatel.

## Život
Narodil se v rodině valcíře vítkovických hutí, Karla Závady (* 1875), který padl roku 1915 na haličské frontě, a Otilie rozené Tomšíkové (* 1881). Základní školu vychodil v rodné Hrabové, v letech 1917–1923 studoval Matiční gymnázium v Ostravě. Od roku 1923 studoval na Filozofické fakultě Univerzity Karlovy v Praze slovanskou filologii, češtinu a francouzštinu, v roce 1929 ukončil státní knihovnickou školu. Roku 1931 se oženil s Jaroslavou Hrejsovou, pocházející z významného evangelického rodu. Kvůli sňatku změnil i svou církevní příslušnost a z katolíka se stal členem Českobratrské církve evangelické. Jejich syn Jan Závada (1933–2024) byl molekulární onkolog a odborník na genetiku virů.
Byl redaktorem časopisu Rozpravy Aventina, který vydával Otakar Štorch-Marien (1931–1932), potom redaktorem čtrnáctideníku Listy vydavatelství Melantrich (1932–1937). V letech 1932–1945 byl členem Moravského kola spisovatelů. 
Po květnu 1945 vstoupil Závada do KSČ, což se brzy odrazilo i v jeho básnické tvorbě. V roce 1948 podepsal výzvu prokomunistické inteligence Kupředu, zpátky ni krok!, jež byla vydána dne 25. února 1948 na podporu komunistického převratu. V témže roce (1948) byl jmenován ředitelem národní a univerzitní knihovny, ale o rok později se této funkce vzdal. Po roce 1953 působil převážně jako spisovatel z povolání a až do svého odchodu do důchodu (1965) zastával významné funkce ve Svazu československých spisovatelů. V roce 1955 byl prohlášen zasloužilým umělcem, národním umělcem se stal v roce 1966. V roce 1969 byl oceněn při příležitosti setkání ke 40 letům od smrti Otokara Březiny, kdy obdržel pamětní medaili ke 100. výročí narození Otokara Březiny.
Kromě výše uvedeného prohlášení Kupředu, zpátky ni krok! podepsal i prokomunistické „Májové poselství kulturních pracovníků českému lidu“ publikované před volbami do Národního shromáždění v květnu 1946. V roce 1977 podepsal Antichartu.

## Dílo
Jeho dílo je velmi pesimistické (obdoba Halase), plné tragického životního pocitu. To patrně pramenilo z více faktorů: otcovy předčasné smrti, vlastních prožitků války a mládí tráveného ve vyprahlém prostředí ostravských šachet a hutí. Jeho díla lze označit až za nihilistická. Je patrný velmi silný vztah k rodnému kraji.
- Panychida (1927) – slavnost za mrtvé, vzpomínky na první světovou válku. Život zde vidí a vnímá jako naplnění bolesti a smutku. Použil některé prvky tehdy vrcholícího poetismu, avšak místo jejich víry v „krásu všech věcí“ objevoval tíži a tragiku života.
- Siréna (1932) – tyto básně jsou opět ponuré; temný životní pocit a pesimismus přerostl až ve zhnusení životem, v barokně křečovitou apokalyptickou vizi rozkladu a zmaru světa. Spatřuje ve své současnosti (až máchovskou) nicotu.
- Cesta pěšky (1937) – obrat v Závadově poezii v čase ohrožení národní samostatnosti; opustil dosavadní naturalistický styl a začal hledat hodnoty, které dokáží vzdorovat životní marnosti. Zde je nalezl ve všední práci obyčejných lidí a jejich přirozené solidaritě a také v úzkém sepětí s rodným Ostravskem, které se mu – aniž by ztrácelo hrůznou monumentalitu – stalo zdrojem sociální a národní naděje.
- Hradní věž (1940) – návrat k výchozím tragickým pocitům a postojům a k abstraktně symbolizující poezii. Objevuje se zde však smír se světem. Místy jsou patrné jeho obavy o národní osud. Věž hradu je pro něj symbolem rodného kraje.
- Povstání z mrtvých (1946)
- Město světla (1950) – vliv poúnorových požadavků na socialisticky orientovanou tvorbu, který vnesl do jeho veršů schematismus, rétoričnost a didaktickou přímočarost.
- Polní kvítí (1955) – místy násilná, ale cenná osobitá reakce na deformaci života padesátých let, způsobenou kultem osobnosti.
- Jeden život (1962) – opět zniternil svůj básnický projev a obrátil se k zásadnějším otázkám lidské existence i k metaforickému bohatství svých tvůrčích počátků. Básně z rodného kraje (Ostravska).
- Na prahu (1970) – vrcholná kniha jeho poválečné tvorby, přináší filozofující, nelítostnou až drásavou bilanci člověka stojícího před branami smrti. Navzdory převážně osobní existenciální problematice se stala sugestivním výrazem obecnějšího dobového depresivního pocitu úzkosti, strachu a beznaděje.
- Živote, díky (1977) – umírněný optimismus a smírné vyrovnání se se životem

### Dětská literatura
- Jdou vojáci jdou
- Mám rád svou maminku
- Půjdu do mateřské školky
- U maminky, u tatínka

### Překlady
Kromě vlastní tvorby překládal (převážně poezii) z těchto jazyků: němčiny, ruštiny (Alexej Nikolajevič Tolstoj), francouzštiny, rumunštiny (Mihai Eminescu), slovinštiny (poezie 20. století), slovenštiny (Ján Kostra), polštiny (Jarosław Iwaszkiewicz), bulharštiny (Atanas Christov Dalčev) a s jazykovou pomocí odborníků také z hebrejštiny (kniha Pláč, kniha Jób), perštiny (Omar Chajjám), maďarštiny (Endre Ady, Attila József).